# Episodi di Robert Montgomery Presents (quinta stagione)
La quinta stagione della serie televisiva Robert Montgomery - Storie antologiche (Robert Montgomery Presents) è andata in onda negli Stati Uniti dal 31 agosto 1953 al 13 settembre 1954 sulla NBC.
In Italia è stata trasmessa da Telecapri News dal 28 luglio al 20 agosto 2019, dal lunedì al venerdì sempre alle 17:40 con un episodio quotidiano in formato restaurato.
| nº | Titolo originale                   | Prima TV USA      |
| -- | ---------------------------------- | ----------------- |
| 1  | The First Vice President           | 31 agosto 1953    |
| 2  | Private Purkey's Private Place     | 7 settembre 1953  |
| 3  | The Lost and Found                 | 14 settembre 1953 |
| 4  | September Time                     | 21 settembre 1953 |
| 5  | The Big Money                      | 28 settembre 1953 |
| 6  | Breakdown                          | 5 ottobre 1953    |
| 7  | A Criminal Assignment              | 12 ottobre 1953   |
| 8  | The Sunday Punch                   | 19 ottobre 1953   |
| 9  | Cakes and Ale                      | 26 ottobre 1953   |
| 10 | No Picnic at Mt. Kenya             | 2 novembre 1953   |
| 11 | Week-End Pass                      | 9 novembre 1953   |
| 12 | The Deep Six                       | 16 novembre 1953  |
| 13 | Harvest                            | 23 novembre 1953  |
| 14 | The Soprano and the Piccolo Player | 30 novembre 1953  |
| 15 | Really the Blues                   | 7 dicembre 1953   |
| 16 | No Visible Means                   | 14 dicembre 1953  |
| 17 | What About Christmas?              | 21 dicembre 1953  |
| 18 | The Greatest Man in the World      | 28 dicembre 1953  |
| 19 | The Steady Man                     | 4 gennaio 1954    |
| 20 | A Case of Identity                 | 11 gennaio 1954   |
| 21 | Machinal                           | 18 gennaio 1954   |
| 22 | Richard Said No                    | 25 gennaio 1954   |
| 23 | The Seventeenth of giugno          | 1º febbraio 1954  |
| 24 | Mr. Whittle and the Morning Star   | 8 febbraio 1954   |
| 25 | Our Hearts Were Young and Gay      | 15 febbraio 1954  |
| 26 | The Land of Happiness              | 22 febbraio 1954  |
| 27 | Such a Busy Day                    | 1º marzo 1954     |
| 28 | The Paradise Cafe                  | 8 marzo 1954      |
| 29 | The Quality of Mercy               | 15 marzo 1954     |
| 30 | The Pink Hippopotamus              | 22 marzo 1954     |
| 31 | My Little Girl                     | 29 marzo 1954     |
| 32 | For These Services                 | 5 aprile 1954     |
| 33 | The Pale Blonde of Sand Street     | 12 aprile 1954    |
| 34 | Big Boy                            | 19 aprile 1954    |
| 35 | No Need of Fear                    | 26 aprile 1954    |
| 36 | Wages of Fear                      | 3 maggio 1954     |
| 37 | Pilgrim's Pride                    | 10 maggio 1954    |
| 38 | Skyblock                           | 17 maggio 1954    |
| 39 | The Power and the Prize            | 24 maggio 1954    |
| 40 | Once Upon a Time                   | 31 maggio 1954    |
| 41 | The Patriot from Antibes           | 7 giugno 1954     |
| 42 | Great Expectations: Part 1         | 14 giugno 1954    |
| 43 | Great Expectations: Part 1         | 21 giugno 1954    |
| 44 | In His Hands                       | 28 giugno 1954    |
| 45 | The Expert                         | 5 luglio 1954     |
| 46 | Story on Eleventh Street           | 12 luglio 1954    |
| 47 | It Happened in Paris               | 19 luglio 1954    |
| 48 | Patricia                           | 26 luglio 1954    |
| 49 | Home Town                          | 2 agosto 1954     |
| 50 | About Sara Caine                   | 9 agosto 1954     |
| 51 | Invitation to Murder               | 16 agosto 1954    |
| 52 | Personal Story                     | 23 agosto 1954    |
| 53 | A Matter of Luck                   | 30 agosto 1954    |
| 54 | The People You Meet                | 6 settembre 1954  |
| 55 | Ten Minute Alibi                   | 13 settembre 1954 |

## The First Vice President
- Diretto da:
- Scritto da:

### Trama
- Interpreti: Robert Montgomery (se stesso  - presentatore), Olive Blakeney, June Dayton, Dean Harris, Addison Richards, Chet Stratton

## Private Purkey's Private Place
- Diretto da:
- Scritto da:

### Trama
- Interpreti: Robert Montgomery (se stesso  - presentatore), Jackie Cooper (soldato Oscar Purkey), Joe Di Reda, Anne Jackson, Cliff Norton, Arnold Stang

## The Lost and Found
- Diretto da:
- Scritto da:

### Trama
- Interpreti: Robert Montgomery (se stesso  - presentatore), Doreen Lang, Lydia Reed, Kent Smith

## September Time
- Diretto da:
- Scritto da:

### Trama
- Interpreti: Robert Montgomery (se stesso  - presentatore), Scott Forbes, J. Scott Smart, Ruth Warrick

## The Big Money
- Diretto da:
- Scritto da:

### Trama
- Interpreti: Robert Montgomery (se stesso  - presentatore), Wendell Corey, Jean Shepherd

## Breakdown
- Diretto da:
- Scritto da:

### Trama
- Interpreti: Robert Montgomery (se stesso  - presentatore), Brian Aherne (Phillip Armstrong, a scientist), Horace Braham, Francis Compton, Scott Forbes, Margaret Phillips, Frederick Worlock

## A Criminal Assignment
- Diretto da:
- Scritto da:

### Trama
- Interpreti: Robert Montgomery (se stesso  - presentatore), Richard Aherne, Peter Donat, Denis Green, Carl Harbord, Cedric Hardwicke, Halliwell Hobbes, Noel Leslie, Jack Livesey, Byron Russell, Harold Vermilyea, Wolfgang Zilzer

## The Sunday Punch
- Diretto da:
- Scritto da:

### Trama
- Interpreti: Robert Montgomery (se stesso  - presentatore), Jack Albertson, Barbara Joyce, Louis Sorin, Frank Wilson, Gig Young (Tony Marino)

## Cakes and Ale
- Diretto da:
- Scritto da:

### Trama
- Interpreti: Robert Montgomery (se stesso  - presentatore), Bramwell Fletcher, Angela Lansbury (Rosie)

## No Picnic at Mt. Kenya
- Diretto da:
- Scritto da:

### Trama
- Interpreti: Robert Montgomery (se stesso  - presentatore), David Balfour, George Chandler, Michael V. Gazzo, Bruce Gordon, William Hellinger, Ray Julian, Buck Kartalian, Jan Merlin, Gary Merrill (Felice Benuzzi), Ernest Sarracino, Andy Savilla, Fred J. Scollay

## Week-End Pass
- Diretto da:
- Scritto da:

### Trama
- Interpreti: Robert Montgomery (se stesso  - presentatore), Brian Keith (Harry)

## The Deep Six
- Diretto da:
- Scritto da:

### Trama
- Interpreti: Robert Montgomery (se stesso  - presentatore), Leonard Barry, Terry Becker, Raymond Bramley, Raymond Bruce, Paul Clarke, Stephen Courtleigh, Scott Forbes, Philip Foster, Ray MacDonnell, John McCarthy, Donald McKee, Sidney Paul, John Payne (tenente Alec Austen), Al Ramsen, Roberto Rodríguez, Herbert Rudley

## Harvest
- Diretto da:
- Scritto da:

### Trama
- Interpreti: Dorothy Gish (Ellen Zalinka), Robert Montgomery (se stesso  - presentatore), Ed Begley (Karl Zalinka), James Dean (Paul Zalinka), Vaughn Taylor (Gramps), John Connell (Chuck), John Dennis (Joe), Rebecca Welles (Arlene), Joseph Foley (Herb), Nancy Sheridan (Louise), Mary Lou Taylor (Fran), Tommy Taylor (Kip), Frank Tweddell (Mr. Franklin), Pidge Jameson (Kitty), Peter Lazer (Billy)

## The Soprano and the Piccolo Player
- Diretto da:
- Scritto da:

### Trama
- Interpreti: Robert Montgomery (se stesso  - presentatore), Francis L. Sullivan, Dana Wynter

## Really the Blues
- Diretto da:
- Scritto da:

### Trama
- Interpreti: Robert Montgomery (se stesso  - presentatore), Jackie Cooper (Milton 'Mezz' Mezzrow), Kenny Delmar (zio Harold), Michael Dreyfus (O'Brien), Jenny Egan (Helen), Maurice Ellis (Yellow), Philip Foster (poliziotto), Michael Gorrin (Papa), James Millhollin (Drummer), John Pavelko (Eddie Condon), Ed Peck (dottor Grady), Thelma Pelish (cantante), Jane Rose (Mama), Mel Ruick (Mr. Hitchcock), Truman Smith (professor Scott)

## No Visible Means
- Diretto da:
- Scritto da:

### Trama
- Interpreti: Robert Montgomery (se stesso  - presentatore), Patricia Breslin, Robert Ellenstein, Robert Middleton, Claudia Morgan, Chester Morris (se stesso - presentatore ospite), Robert Wark

## What About Christmas?
- Diretto da:
- Scritto da:

### Trama
- Interpreti: Robert Montgomery (se stesso  - presentatore), Gage Clarke, Gaye Jordan, John Newland, Leona Powers, Hugh Reilly, Anita Sharp-Bolster, Rex Thompson

## The Greatest Man in the World
- Diretto da:
- Scritto da:

### Trama
- Interpreti: Robert Montgomery (se stesso  - presentatore), Philip Abbott, Edward Binns, Ralph Bunker, Les Damon, Jack Hartley, Chester Morris, Oliver Thorndike

## The Steady Man
- Diretto da:
- Scritto da:

### Trama
- Interpreti: Robert Montgomery (se stesso  - presentatore), Arthur Franz, Leatrice Joy, June Lockhart

## A Case of Identity
- Diretto da:
- Scritto da:

### Trama
- Interpreti: Robert Montgomery (se stesso  - presentatore), Florence Anglin (Mrs. Balestrero), Robert Ellenstein (Manny Balestrero), Ed Prentiss (Frank D. O'Connor)

## Machinal
- Diretto da:
- Scritto da:

### Trama
- Interpreti: Robert Montgomery (se stesso  - presentatore), Malcolm Lee Beggs, Joan Lorring, Robert Webber

## Richard Said No
- Diretto da:
- Scritto da:

### Trama
- Interpreti: Robert Montgomery (se stesso  - presentatore), Peter Barno, Lisa Ferraday, Jack Hartley, Phyllis Kirk, John Newland, Phyllis Thaxter, Bert Thorn

## The Seventeenth of June
- Diretto da:
- Scritto da:

### Trama
- Interpreti: Robert Montgomery (se stesso  - presentatore), Wendell Corey

## Mr. Whittle and the Morning Star
- Diretto da:
- Scritto da:

### Trama
- Interpreti: Robert Montgomery (se stesso  - presentatore), Ralph Bunker, Flora Campbell, Elliott Nugent (professor Robert Whittle), Nelson Olmsted

## Our Hearts Were Young and Gay
- Diretto da:
- Scritto da:

### Trama
- Interpreti: Robert Montgomery (se stesso  - presentatore), Felix Deebank (Band Leader), Stafford Dickens (The Steward), Michael Dreyfuss (Ralph), Marjorie Gateson (Mrs. Skinner), John Griggs (Mr. Otis Skinner), Earl Hammond (Henri), Sally Kemp (Emily Kimbrough), Lucie Lancaster (Hawkins), Elizabeth Montgomery (Cornelia Otis Skinner), Peter Pagan (The Guide), Elliott Reid (Alistair Cochran), Cliff Robertson (Paul Skinner)

## The Land of Happiness
- Diretto da:
- Scritto da:

### Trama
- Interpreti: Robert Montgomery (se stesso  - presentatore), Osa Massen (Lis Holbeck Poulson), John Newland (Frederick Carstens), Anne Seymour (Baroness), Robert Wark (Erick Poulson)

## Such a Busy Day
- Diretto da:
- Scritto da:

### Trama
- Interpreti: Robert Montgomery (se stesso  - presentatore), Russell Arms, Mary Fickett, Walter Hampden

## The Paradise Cafe
- Diretto da:
- Scritto da:

### Trama
- Interpreti: Robert Montgomery (se stesso  - presentatore), Barbara Baxley, James Dunn, Collette Lyons, Robert Webber

## The Quality of Mercy
- Diretto da:
- Scritto da:

### Trama
- Interpreti: Robert Montgomery (se stesso  - presentatore), Mario Alcalde, Lillian Gish

## The Pink Hippopotamus
- Diretto da:
- Scritto da:

### Trama
- Interpreti: Robert Montgomery (se stesso  - presentatore), Olga Fabian, Oskar Homolka, Walter Kohler, Mary Laslo, Stephen Meininger, Herman Schwedt, John Vivyan

## My Little Girl
- Diretto da:
- Scritto da:

### Trama
- Interpreti: Robert Montgomery (se stesso  - presentatore), James Dunn, William Lundmark, Collette Lyons, Lee Remick

## For These Services
- Diretto da:
- Scritto da:

### Trama
- Interpreti: Robert Montgomery (se stesso  - presentatore), Arthur Franz (Son), Adele Longmire, Raymond Massey (dottor Henry Craig), Gale Page, Leora Thatcher (Mrs. Woodruff)

## The Pale Blonde of Sand Street
- Diretto da:
- Scritto da:

### Trama
- Interpreti: Robert Montgomery (se stesso  - presentatore), Billy Halop, Joan Lorring

## Big Boy
- Diretto da:
- Scritto da:

### Trama
- Interpreti: Robert Montgomery (se stesso  - presentatore), Ed Begley (Joe Grant), Jim Boles, John Connell (Bill Grant), Julian Noa (Doc Lynch), Jared Reed (The Guitarist), Katherine Squire (Amy Grant), Fred Vogel (Mickey Ross)

## No Need of Fear
- Diretto da:
- Scritto da:

### Trama
- Interpreti: Robert Montgomery (se stesso  - presentatore), Geraldine Fitzgerald, Carole Mathews, John Newland, Frederick Worlock

## Wages of Fear
- Diretto da:
- Scritto da:

### Trama
- Interpreti: Robert Montgomery (se stesso  - presentatore), Russell Hardie, Louis Jourdan, Hope Miller, Carlos Montalbán, Victor Varconi

## Pilgrim's Pride
- Diretto da:
- Scritto da:

### Trama
- Interpreti: Robert Montgomery (se stesso  - presentatore), Audrey Christie, Claudia Morgan, Elliott Nugent, Cliff Robertson, Pat Smith

## Skyblock
- Diretto da:
- Scritto da:

### Trama
- Interpreti: Robert Montgomery (se stesso  - presentatore), Earl George, Lin McCarthy, Zachary Scott (Platt Vencel), Vaughn Taylor, Robert Webber

## The Power and the Prize
- Diretto da:
- Scritto da:

### Trama
- Interpreti: Robert Montgomery (se stesso  - presentatore), Louis Hector (Salt), Gusti Huber (Rachel), Collette Lyons (Ella), Frank Overton (Lester), Addison Richards (Henry)

## Once Upon a Time
- Diretto da:
- Scritto da:

### Trama
- Interpreti: Robert Montgomery (se stesso  - presentatore), Peggy Ann Garner, John Lupton, Elizabeth Montgomery

## The Patriot from Antibes
- Diretto da:
- Scritto da:

### Trama
- Interpreti: Robert Montgomery (se stesso  - presentatore), Jacques Aubuchon (Bertier), Leon Belasco (Alberto), Marcel Hillaire (Gauraldine), Henry Lascoe (Emil), Francis Lederer (Baron), Joan Wetmore (Baroness Helene)

## Great Expectations: Part 1
- Diretto da:
- Scritto da:

### Trama
- Interpreti: Jacques Aubuchon (Magwitch), Malcolm Lee Beggs (Jaggers), Scott Forbes (Joe Gargery), Lucie Lancaster (Mrs. Gargary), Roddy McDowall (Pip), Claude Rains (se stesso - presentatore ospite), Nina Reader (Estella), Rex Thompson (Pip), Estelle Winwood (Miss Havisham)

## Great Expectations: Part 2
- Diretto da:
- Scritto da:

### Trama
- Interpreti: Robert Montgomery (se stesso  - presentatore), Jacques Aubuchon, Malcolm Lee Beggs, Scott Forbes, Roddy McDowall (Pip), Rex Thompson, Estelle Winwood (Miss Havisham)

## In His Hands
- Diretto da:
- Scritto da:

### Trama
- Interpreti: Robert Montgomery (se stesso  - presentatore), Jan Miner, Elizabeth Montgomery, John Newland, Cliff Robertson, Anne Seymour, Vaughn Taylor

## The Expert
- Diretto da:
- Scritto da:

### Trama
- Interpreti: Robert Montgomery (se stesso  - presentatore), Jan Miner, Elizabeth Montgomery, John Newland, Cliff Robertson

## Story on Eleventh Street
- Diretto da:
- Scritto da:

### Trama
- Interpreti: Robert Montgomery (se stesso  - presentatore), Kevin Coughlin (Sandy), Jan Miner, Elizabeth Montgomery, John Newland, Anne Seymour

## It Happened in Paris
- Diretto da:
- Scritto da:

### Trama
- Interpreti: Robert Montgomery (se stesso  - presentatore), Orson Bean, Jan Miner, Elizabeth Montgomery, John Newland, Cliff Robertson, Anne Seymour, Vaughn Taylor

## Patricia
- Diretto da:
- Scritto da:

### Trama
- Interpreti: Robert Montgomery (se stesso  - presentatore), Katherine Anderson (Mrs. Howes), Don Dubbins (Luke), Elizabeth Montgomery (Patricia), John Newland (Michael), Vaughn Taylor (capitano Crocker)

## Home Town
- Diretto da:
- Scritto da:

### Trama
- Interpreti: Robert Montgomery (se stesso  - presentatore), Frank Albertson, Jan Miner, Elizabeth Montgomery (Jen Deveraux), Cliff Robertson (Mitch Hickock), Anne Seymour, Vaughn Taylor (William Deveraux)

## About Sara Caine
- Diretto da:
- Scritto da:

### Trama
- Interpreti: Robert Montgomery (se stesso  - presentatore), Jan Miner, Elizabeth Montgomery, John Newland, Cliff Robertson, Vaughn Taylor

## Invitation to Murder
- Diretto da:
- Scritto da:

### Trama
- Interpreti: Robert Montgomery (se stesso  - presentatore), Jan Miner (Lesley), Claudia Morgan (Judith), William N. Neil (Williams), John Newland (Felix), Nelson Olmsted (Rutherford), Anne Seymour (Caroline), Vaughn Taylor (Barnes)

## Personal Story
- Diretto da:
- Scritto da:

### Trama
- Interpreti: Robert Montgomery (se stesso  - presentatore), Jan Miner, Elizabeth Montgomery, John Newland, Anne Seymour, Vaughn Taylor

## A Matter of Luck
- Diretto da:
- Scritto da:

### Trama
- Interpreti: Robert Montgomery (se stesso  - presentatore), Jan Miner, Elizabeth Montgomery, John Newland (Bill), Cliff Robertson, Anne Seymour (dottor Matthews), Vaughn Taylor

## The People You Meet
- Diretto da:
- Scritto da:

### Trama
- Interpreti: Robert Montgomery (se stesso  - presentatore), Jan Miner (Julia), Elizabeth Montgomery (Claire), John Newland (Dick Perry), Anne Seymour (Grace Knighton), Vaughn Taylor (Harry Knighton)

## Ten Minute Alibi
- Diretto da:
- Scritto da:

### Trama
- Interpreti: Robert Montgomery (se stesso  - presentatore), Elizabeth Montgomery (Betty), Cliff Robertson (Clark), Anne Seymour (Landlady), Vaughn Taylor (Lester), Robert Webber (Phillip)